# Église Saint-Michel de Salon-de-Provence
L'église Saint-Michel est une église catholique située à Salon-de-Provence, dans le département français des Bouches-du-Rhône en région Provence-Alpes-Côte d'Azur.

## Historique
L'édifice est classé au titre des monuments historiques en 1983. L'église a été construite au XIIIe siècle et présente un style de transition entre l'art roman et le gothique provençal. Elle dispose de deux clochers dont un à arcades (dit aussi clocher à peigne). Le second fut ajouté au XVe siècle pour recevoir l'horloge de la ville. Le portail de style roman est remarquable par la qualité de ses sculptures. En dessous se trouve l'agneau pascal surmonté d'une croix de Malte portée par une hampe. Un couteau carolingien et deux diablotins (rappelant que le Mal existe mais qu'il doit rester hors des lieux saints) figurent au sommet de l'arc. La tour octogonale, côté nord, permet d'appuyer l'hypothèse d'une construction templière.

### Galerie

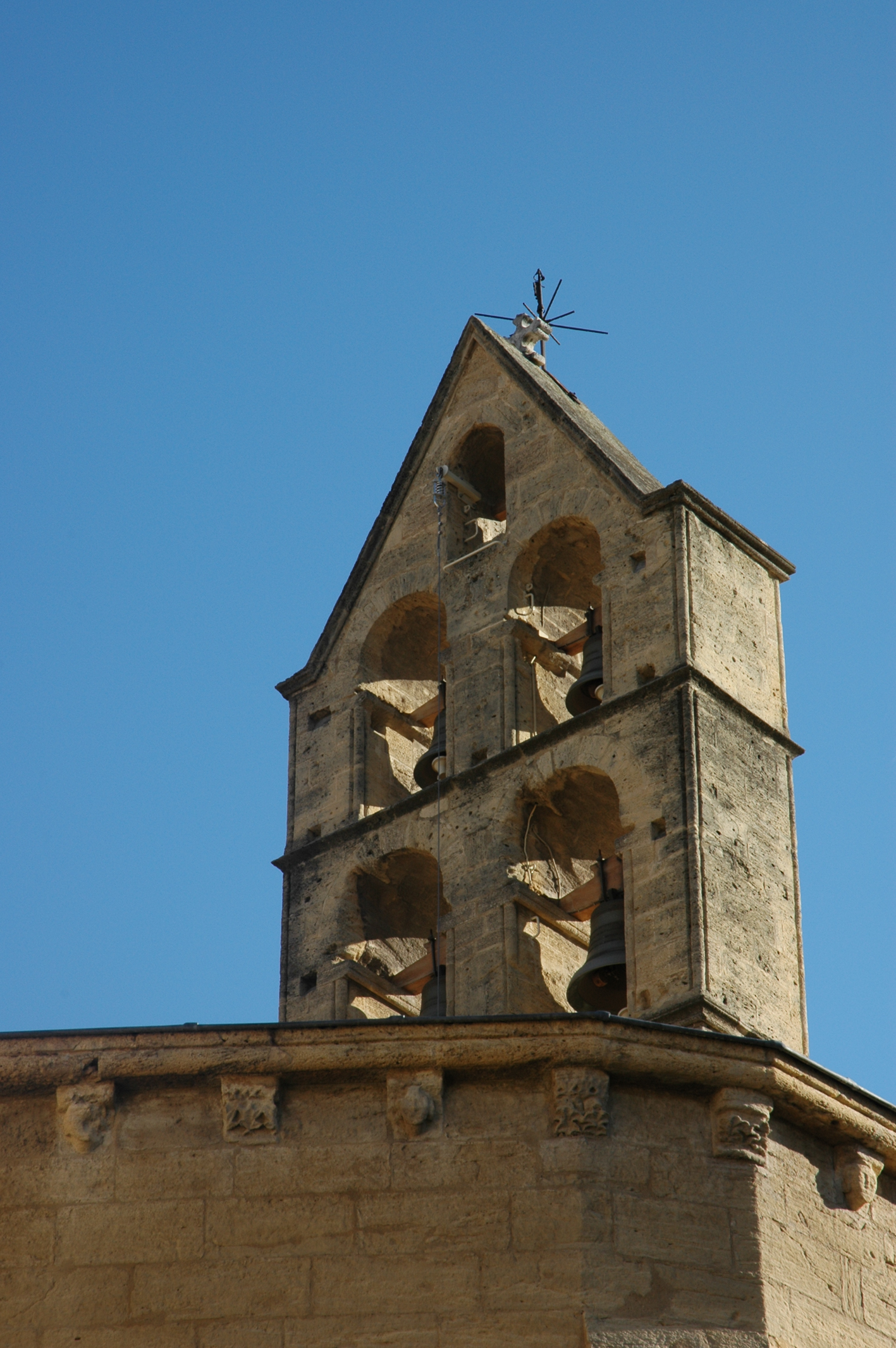
Le clocher-mur.
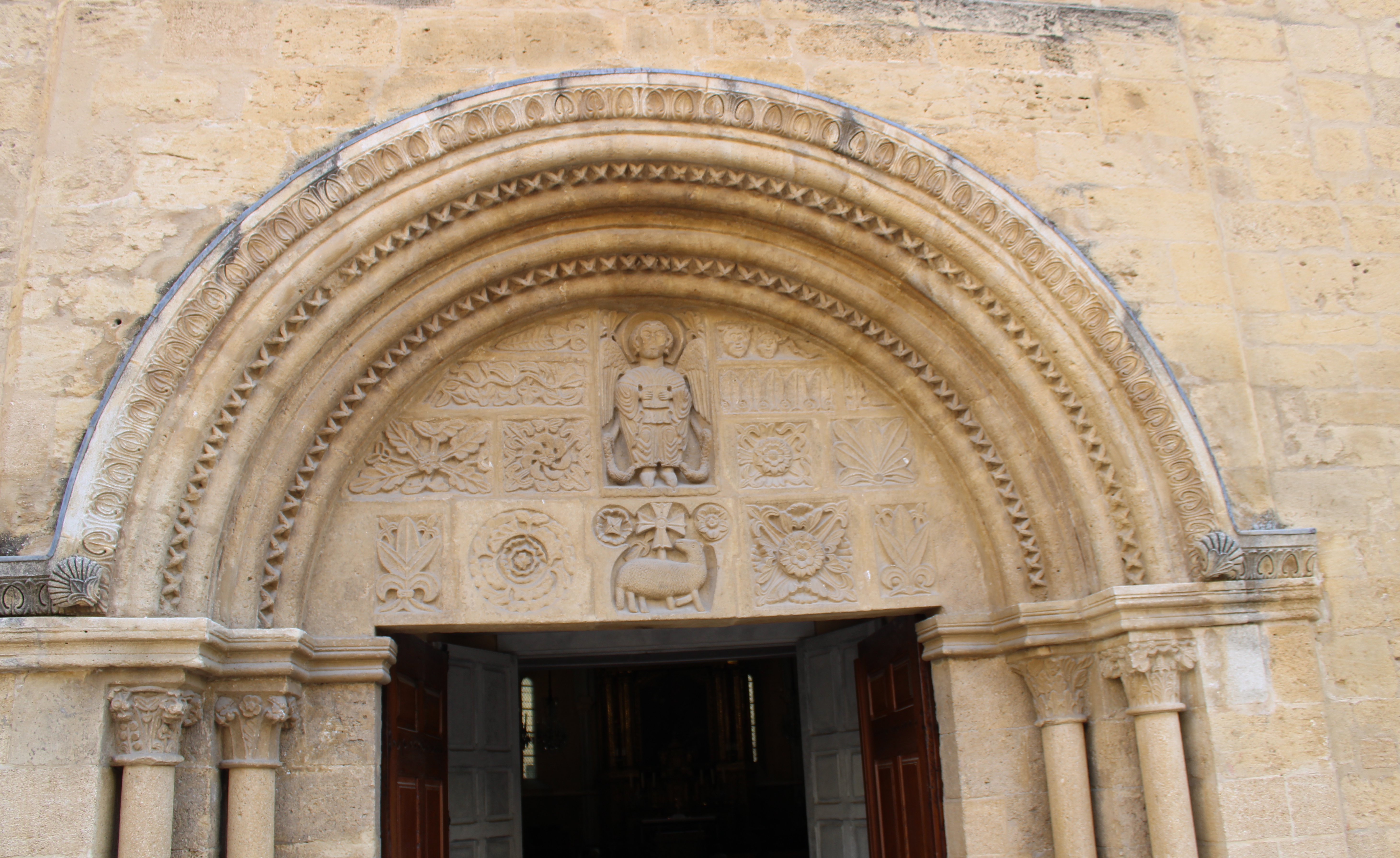
Le portail roman.
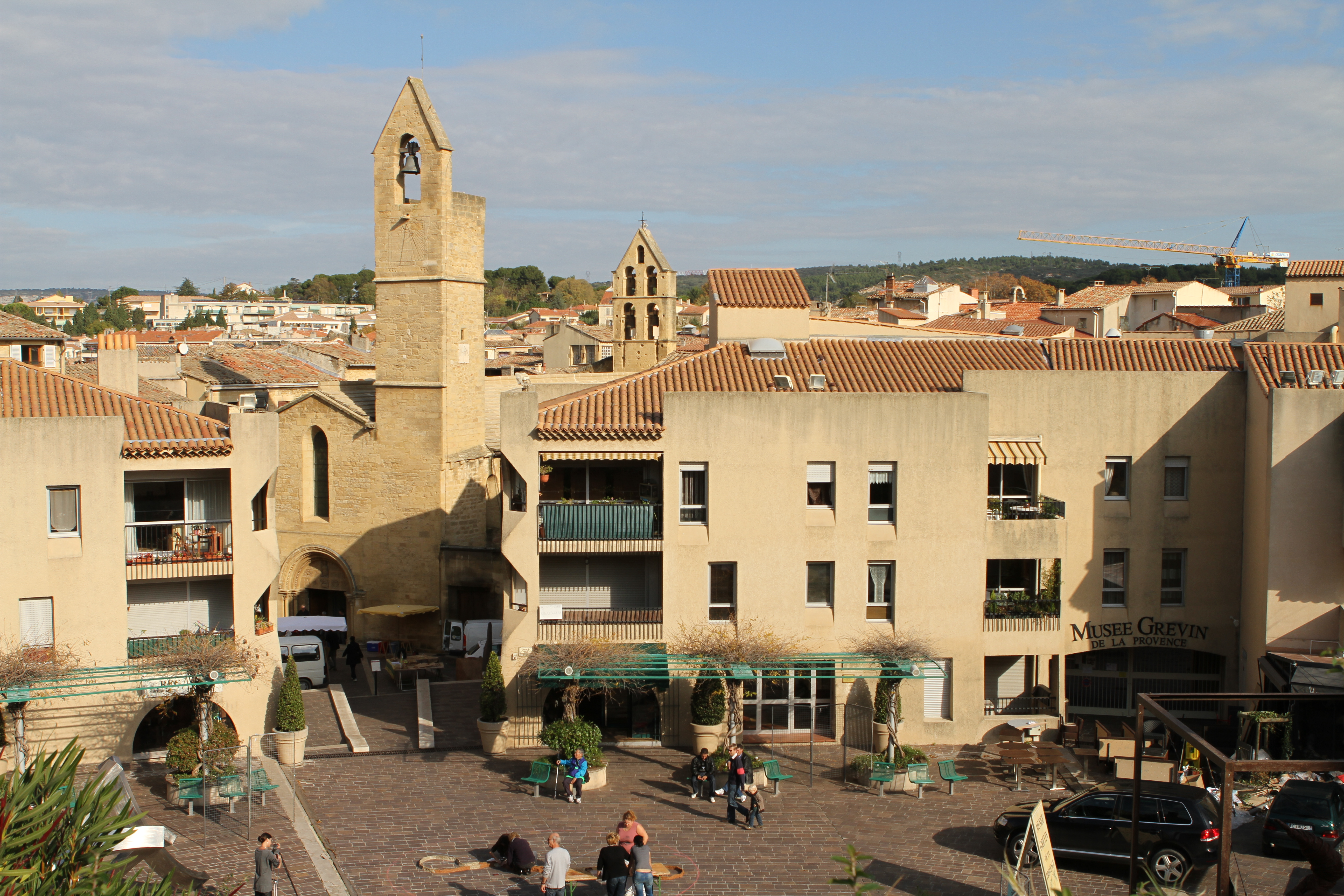
Vue de l'église.
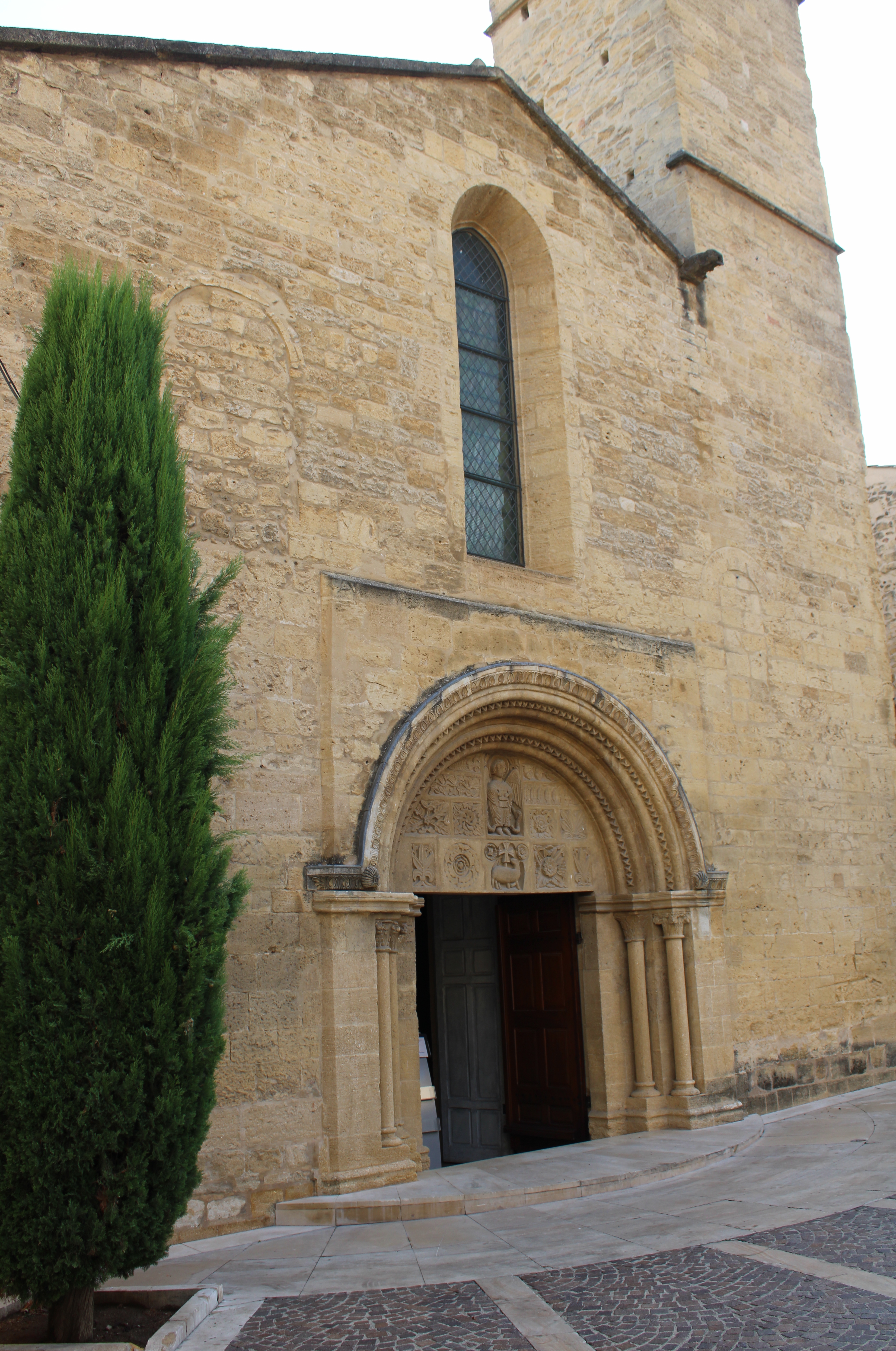
La façade de l'église.
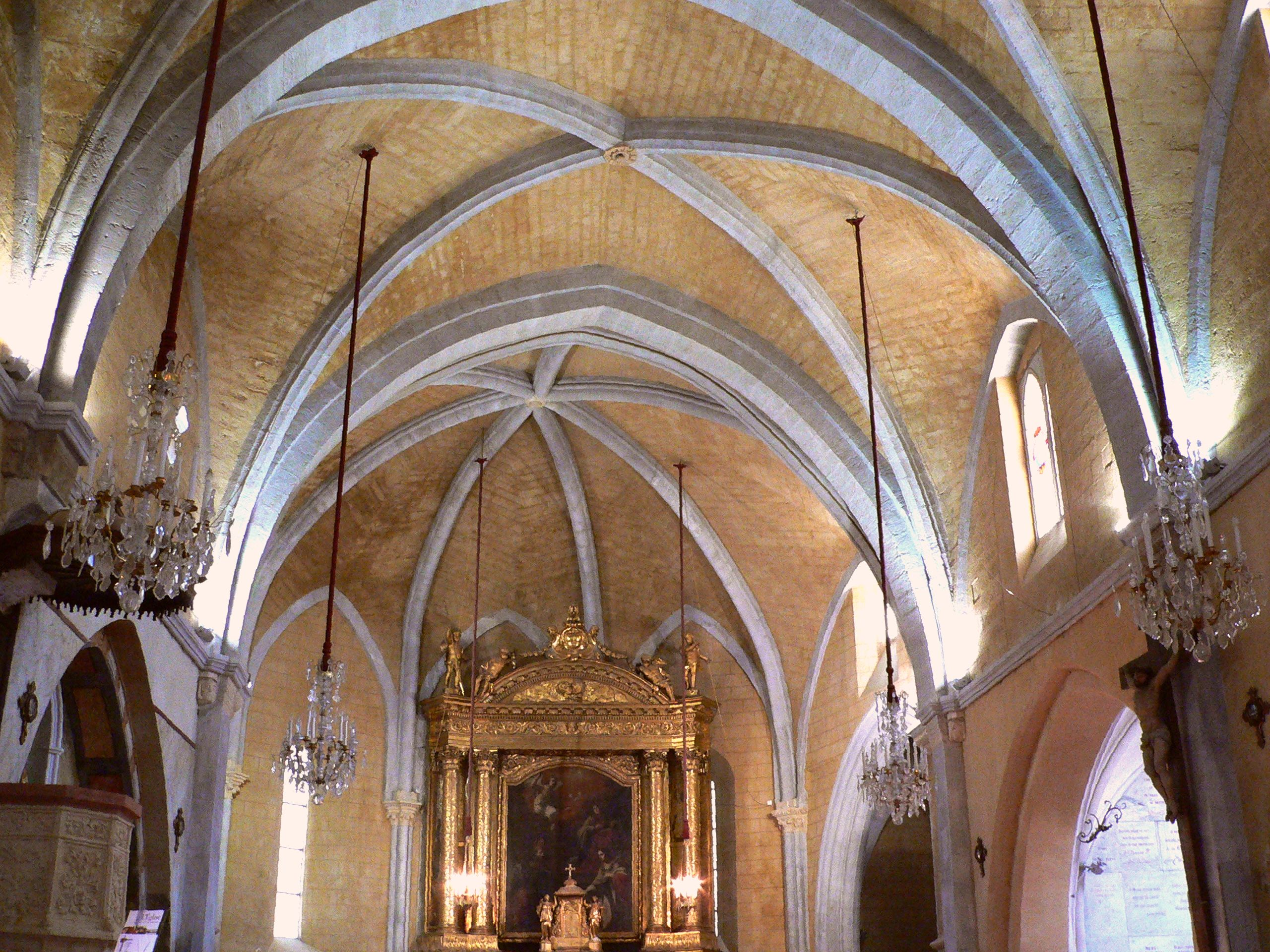
Le donjon.